# La Lagunita, Siltepec
La Lagunita är en ort i Mexiko.   Den ligger i kommunen Siltepec och delstaten Chiapas, i den sydöstra delen av landet, 800 km sydost om huvudstaden Mexico City. La Lagunita ligger 1 520 meter över havet och antalet invånare är 191.
Terrängen runt La Lagunita är bergig åt sydost, men åt nordväst är den kuperad. Terrängen runt La Lagunita sluttar norrut. Runt La Lagunita är det ganska tätbefolkat, med 96 invånare per kvadratkilometer. Närmaste större samhälle är Capitán Luis A. Vidal, 8,4 km nordväst om La Lagunita. I omgivningarna runt La Lagunita växer i huvudsak städsegrön lövskog.